# San Yu
San Yu (Thengon, 3 de marzo de 1918-Rangún, 28 de enero de 1996) fue un general y estadista del ejército birmano que sirvió como quinto Presidente de Myanmar del 9 de noviembre de 1981 al 27 de julio de 1988.

## Trayectoria
En 1942 se unió al Ejército de Independencia de Birmania, ascendido a capitán el 23 de enero de 1947, mayor el 24 de febrero de 1949 y coronel el 9 de marzo de 1956. Tras el golpe de Estado de 1962, fue nombrado subjefe del ejército. Ascendido al rango de general y comandante en jefe en 1972. Abandonó el ejército en 1978. En 1974, fue nombrado secretario general del Partido del Programa Socialista Birmano.
Durante el IV Congreso del partido, el entonces presidente Ne Win anunció su deseo de dimitir como presidente y permanecer como presidente del partido. El 9 de noviembre de 1981, San Yu asumió la presidencia de Birmania. En 1985, durante el V Congreso, fue elegido vicepresidente del partido. Renunció a sus funciones estatales y del partido durante el VI Congreso del Partido en julio de 1988 y se retiró de la política.